# Litargus nitidus
Litargus nitidus is een keversoort uit de familie boomzwamkevers (Mycetophagidae). De wetenschappelijke naam van de soort werd in 1922 gepubliceerd door Juan Brèthes.